# Angelica Moser
Angelica Moser, född 9 oktober 1997, är en schweizisk friidrottare som tävlar i stavhopp.

## Karriär
Vid europamästerskapen i friidrott 2024 tog hon guld i stavhopp.